# Seenotrettungsstation Breege
Die Seenotrettungsstation Breege ist ein Stützpunkt der Deutschen Gesellschaft zur Rettung Schiffbrüchiger (DGzRS) in Mecklenburg-Vorpommern im Norden der Ostseeinsel Rügen. Für die Seenotrettung auf dem Bodden liegt am Wasserwanderrastplatz in Breege ein Rettungsboot, das bei einem Seenotfall von den freiwilligen Seenotrettern der Insel kurzfristig besetzt werden kann. Die Alarmierung der Seenotretter erfolgt im Regelfall durch die Zentrale der DGzRS in Bremen, wo die Seenotleitung Bremen (MRCC Bremen) ständig alle Alarmierungswege für die Seenotrettung überwacht.

## Einsatzgebiet und Zusammenarbeit
Die Seenotretter von Breege sichern mit ihrem Boot den Großen Jasmunder Bodden, der nur im Westen an der Wittower Fähre mit der Ostsee verbunden ist. Auf dem Bodden sind hauptsächlich Sportboote der Freizeitschifffahrt unterwegs. Daneben gibt es Ausflugsschiffe, die von Breege aus Rundfahrten auf dem Bodden durchführen und Fahrten nach Ralswiek (Störtebeker-Festspiele) oder zur Insel Hiddensee anbieten. Bisweilen müssen die Retter Anglern in kleinen Booten zu Hilfe eilen.
Bei Seenotfällen und größeren Sucheinsätzen in den gemeinsamen Boddengebieten wie beispielsweise dem Wieker Bodden vor der Insel Hiddensee erfolgt die Zusammenarbeit mit den Kollegen und dem
- Boot der Seenotrettungsstation Vitte/Hiddensee.

Die Ostseebucht Tromper Wiek auf der Seeseite von Breege wird durch die benachbarte Station in Glowe abgedeckt.
- Seenotrettungsstation Glowe

## Aktuelle Rettungseinheit
Seit September 2019 liegt am Nordsteg des Hafens das Seenotrettungsboot MANFRED HESSDÖRFER (SRB 79), ein vollständig aus Kunststoff gefertigtes RBB-Boot (Rigid Buoyant Boat) der 8,9-Meter-Klasse. Es ist das zweite Boot dieser Klasse von der finnischen Spezialwerft Arctic Airboats, die sich durch einen geringen Tiefgang von 88 Zentimetern auszeichnet und dadurch ideal für die flachen Boddengewässer geeignet ist. Mit den zwei Motoren von jeweils 200 PS erreicht das Boot eine Geschwindigkeit von 38 Knoten (circa 70 km/h) und kann daher schnell die Einsatzorte am Bodden erreichen.

## Geschichte

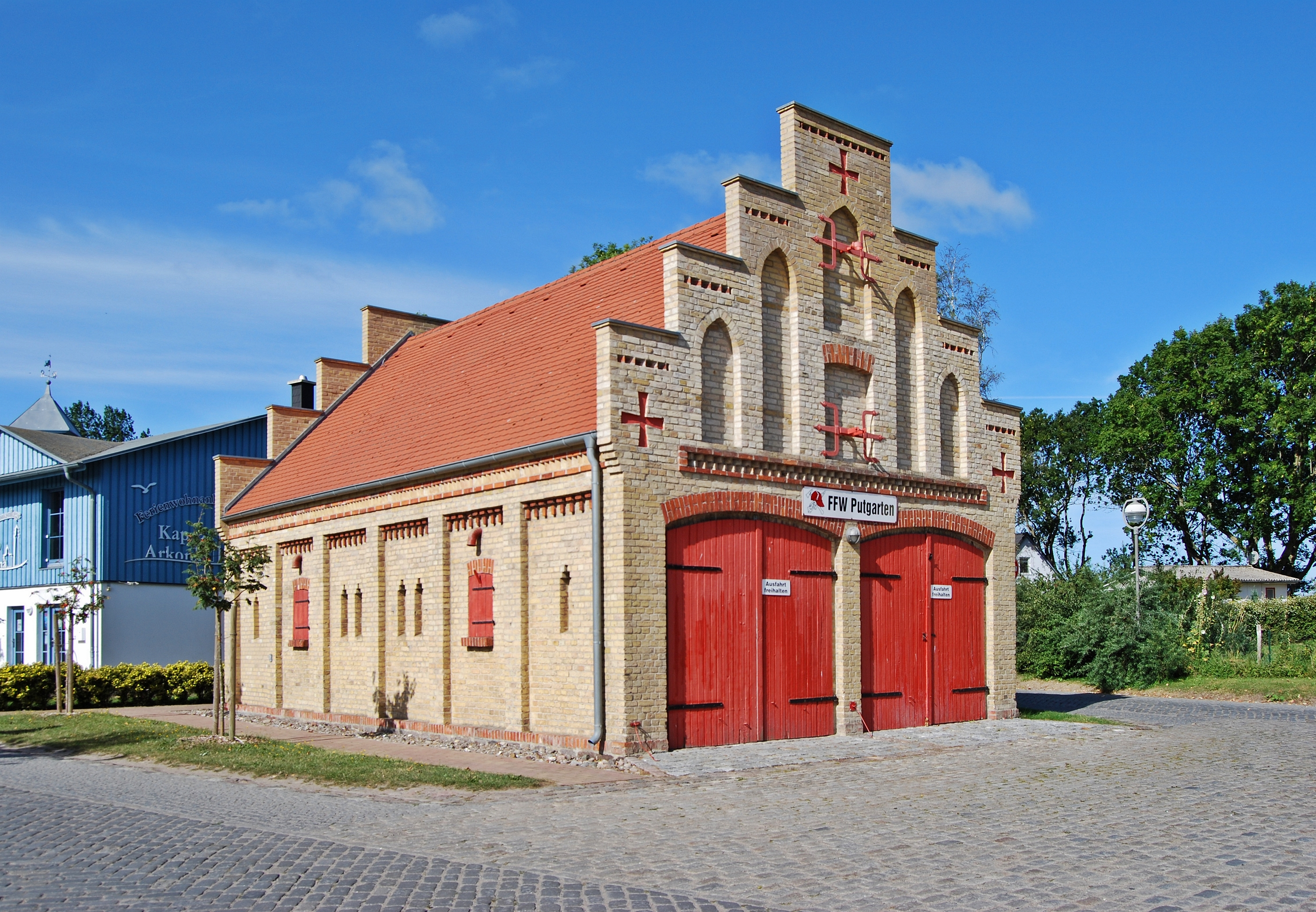
Alter Rettungsschuppen Putgarten – jetzt FF Putgarten

Im Norden von Rügen hatte der neu gegründete „Neuvorpommersch-Rügensche Verein zur Rettung Schiffbrüchiger“ im Jahr 1866 in Putgarten seine erste Rettungsstation errichtet und anschließend auch die vorhandenen preußischen Stationen in Glowe, Mukran und Göhren auf Rügen sowie Kloster auf Hiddensee und der am Darßer Ort übernommen. Der Verein schloss sich 1868 der DGzRS an. Der alte Rettungsschuppen von Putgarten steht heute noch an der Dorfstraße 25a und dient der Freiwilligen Feuerwehr Putgarten als Fahrzeughalle.
Die Eröffnung der neuen Station in Breege erfolgte im Jahr 1997. Dazu verlegte die DGzRS das SRB MÖWENORT (IV) von der Seenotrettungsstation Freest am Festland nach Rügen. Das im Jahr 1972 gebaute Boot der damaligen 7-Meter-Klasse hatte als UMMA den Dienst auf verschiedenen Stationen an der Nord- und Ostsee begonnen und in Freest den Namen MÖWENORT erhalten. Im Oktober 1999 wurde das Boot endgültig in den Ruhestand versetzt und liegt heute im Schifffahrtsmuseum Bremerhaven.

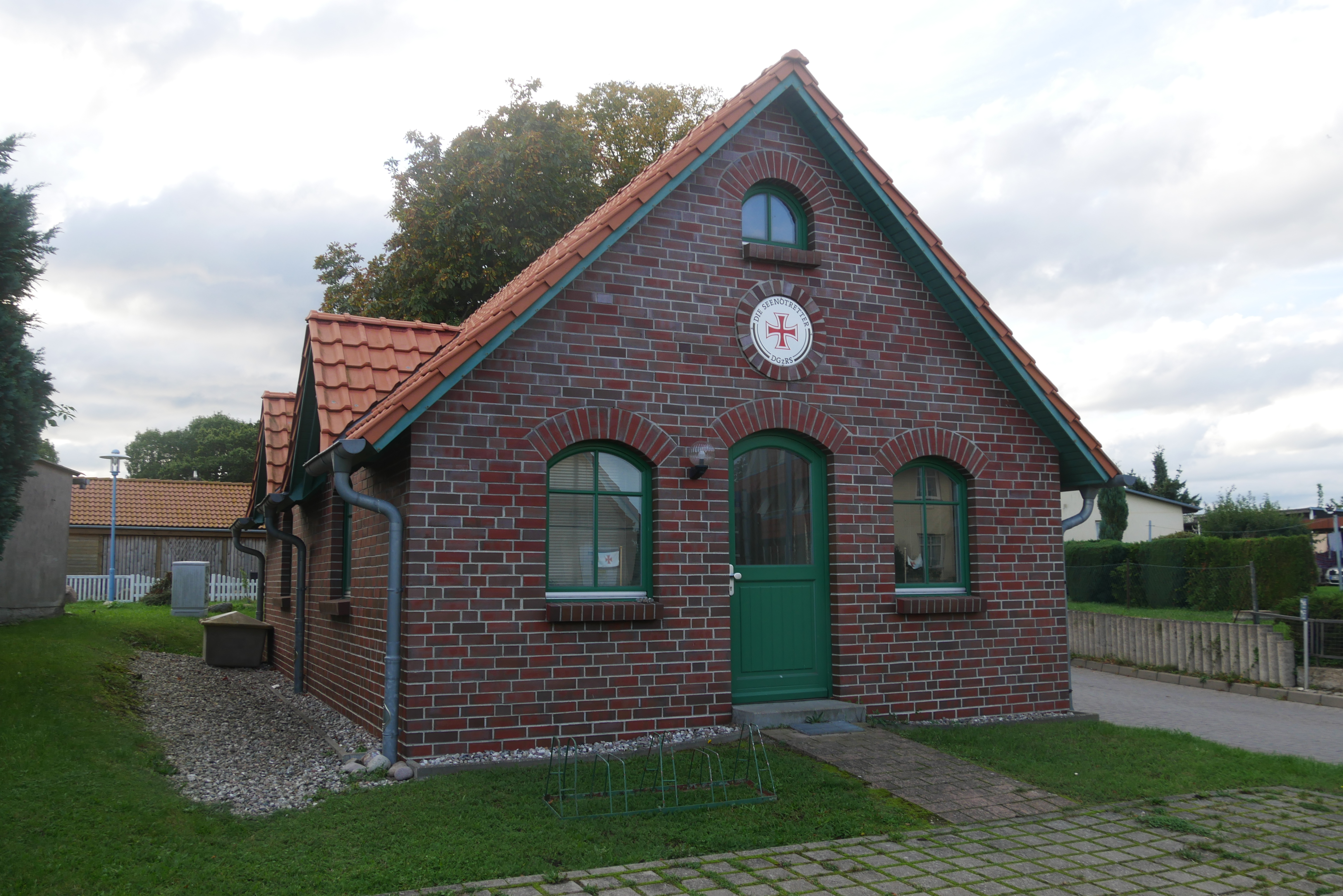
Stationsgebäude an der Dorfstraße Breege

Das Nachfolgerboot WALTHER MÜLLER kam wiederum aus Freest nach Rügen. Durch den stärkeren Motor konnte das 9-Meter-Boot mit 15 Knoten deutlich schneller den Bodden befahren als das Vorgänger-SRB. Auch dieses Boot erreichte sein Dienstzeitende in Breege und verließ die Station 2006, um in Dornumersiel den letzten Liegeplatz an Land einzunehmen. Dafür übernahm Breege das SRB von der Seenotrettungsstation Vitte/Hiddensee. Die DORNBUSCH war dort 13 Jahre stationiert gewesen und blieb bis zur Außerdienststellung im Herbst 2019.
An der Dorfstraße in Breege errichtete die DGzRS im Jahr 2005 ein neues Stationsgebäude für die Freiwilligen aus Breege und Umgebung.

## Historie der motorisierten Rettungseinheiten
| Stationierung von Seenotrettungsbooten |                    |          |                   |                            |         |                     |                              |
| Zeitraum                               | Schiffsname        | Reg.-Nr. | Länge oder Klasse | Anz. Motoren ges. Leistung | Geschw. | vorige Station      | Verlegung nach oder Verbleib |
| 1997 → 1999                            | MÖWENORT (IV)      | KRST 21  | 7-m-Klasse (1971) | 1 → 54 PS                  | 10,0 kn | von Freest          | ausgemustert → Museum        |
| 1999 → 2006                            | WALTHER MÜLLER     | KRST 23  | 9-m-Klasse        | 1 → 220 PS                 | 18,0 kn | von Freest          | ausgemustert → Museum        |
| 2006 → 2019                            | DORNBUSCH          | SRB 35   | 8,5-m-Klasse      | 1 → 220 PS                 | 18,0 kn | von Vitte/Hiddensee | ausgemustert                 |
| seit 2019                              | MANFRED HESSDÖRFER | SRB 79   | 8,9-m-Klasse      | 2 → 400 PS                 | 38,0 kn | Neubau              | auf Station                  |

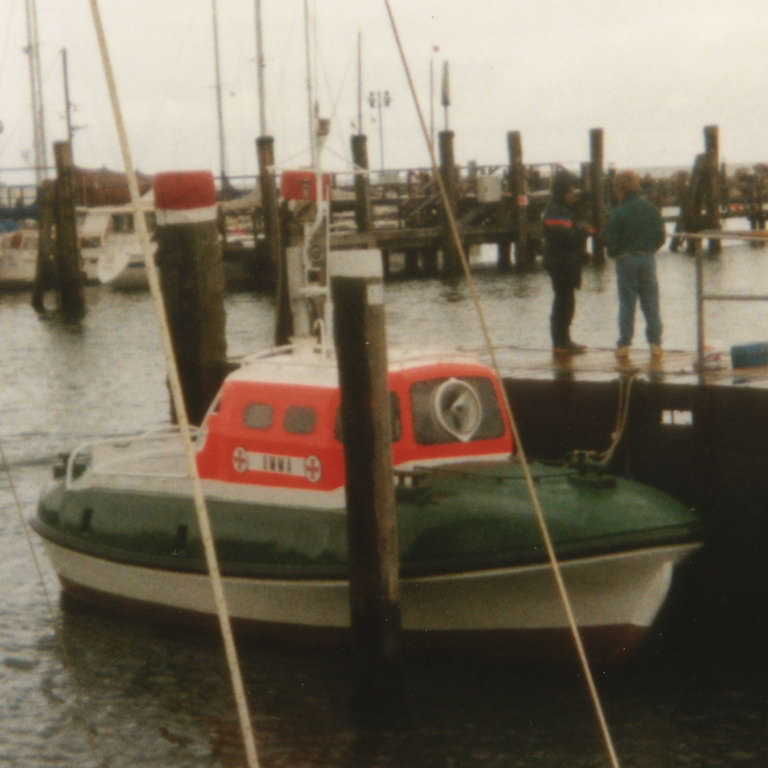
SRB MÖWENORT noch als UMMA in Damp
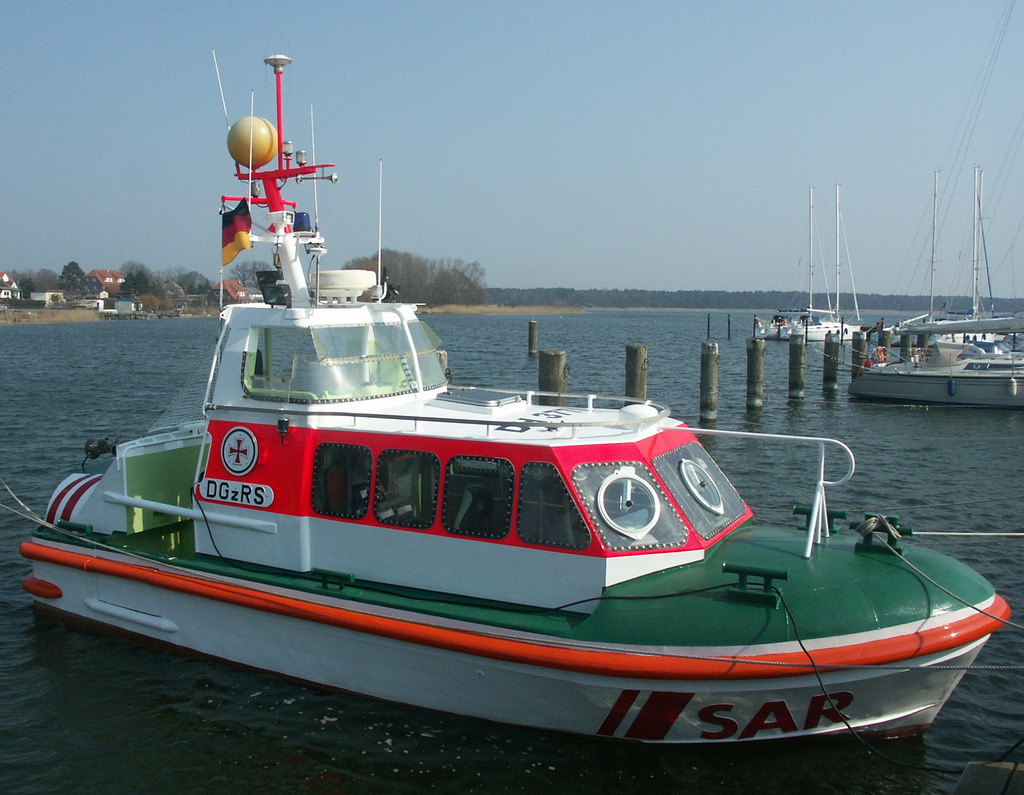
SRB DORNBUSCH in Breege
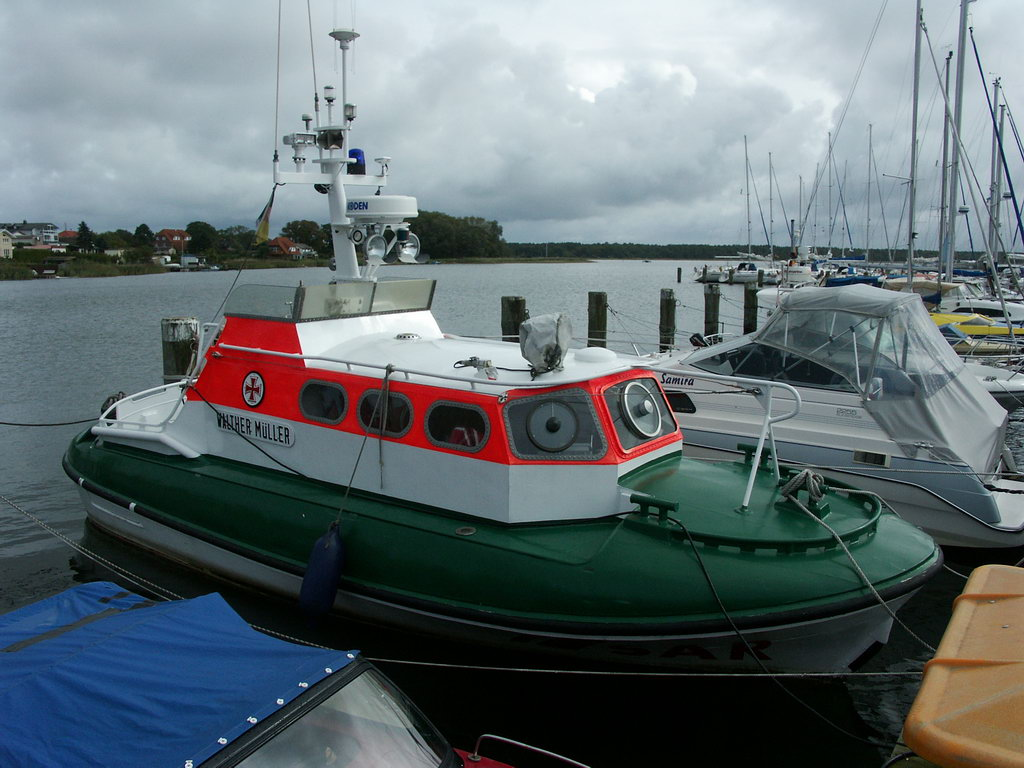
SRB WALTHER MÜLLER in Breege